# 那霍镇
那霍镇，是中华人民共和国广东省茂名市电白区下辖的一个乡镇级行政单位。

## 行政区划
那霍镇下辖以下地区：
那霍社区、覃坑村、新塘村、石龙村、那霍村、茶山村、东山村、长石村、水石村、洋坑村、三渡村、谢观村、石塘村、新村、马路村和淡粉村。